# Brama Gnojna
Brama Gnojna, również Brama Maurów (hebr.: שער האשפות, Sza'ar ha-Aszpot; arab.: Bab al-Maghariba) – jedna z ośmiu bram Starego Miasta Jerozolimy. Wchodzi się przez nią do Dzielnicy Żydowskiej.
Nazywana też była Bramą Maghrebinów, przez nią bowiem można się było dostać do dzielnicy marokańskiej starego miasta (XVI w.). Nazwa bramy występuje w biblijnej Księdze Nehemiasza (Brama Śmietników w tłum. Biblii Tysiąclecia, por. Ne 2,13).

## Historia

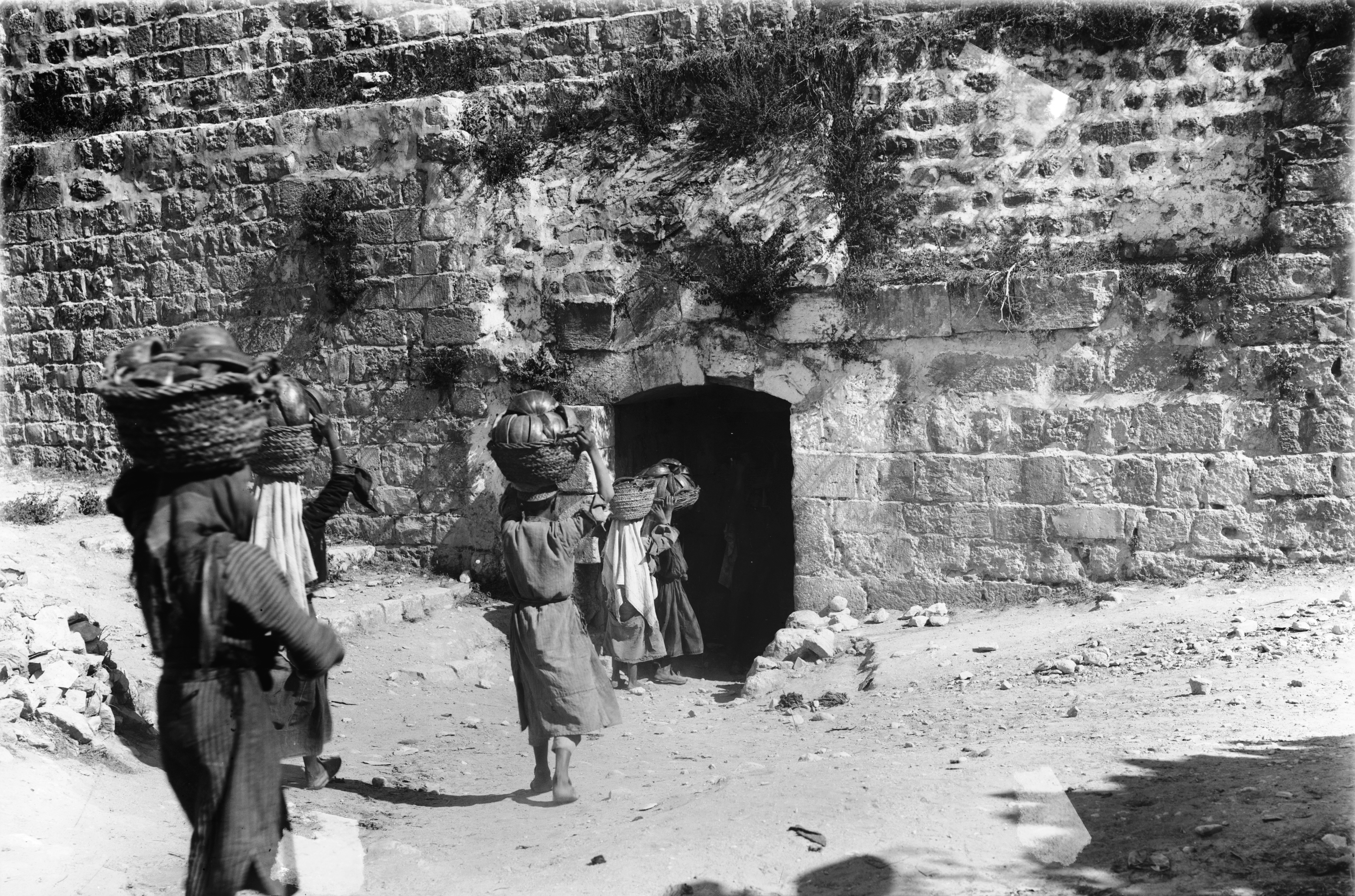
Brama Gnojna na początku XX wieku.

Brama została wybudowana w 1540 przez Sulejmana Wspaniałego na miejscu starej, wcześniejszej bramy, przez którą pierwotnie wchodziło się bezpośrednio na Wzgórze Świątynne.
Podczas wojny o niepodległość w 1948 żydowskie oddziały Palmach usiłowały przebić się przez Bramę Gnojną do Dzielnicy Żydowskiej na Starym Mieście. Po zwycięstwie Jordańczyków, Brama Dawida była zamknięta dla Żydów do 1967, kiedy to po wojnie sześciodniowej Izraelczycy zdobyli miasto.
Pierwotnie była dużo mniejsza, jednak w 1952 Jordańczycy ją powiększyli. Po 1967 przeprowadzono prace renowacyjne, które nadzorował architekt Shlomo Aronson.

## Religia
Przez Bramę Gnojną wchodzą w obręb murów Starego Miasta ortodoksyjni Żydzi, udający się pod Ścianę Płaczu.

## Turystyka
Brama otwarta jest dla ruchu pieszego i kołowego. W pobliżu Bramy Gnojnej znajdują się pozostałości rzymskiej drogi. Zewnętrzna fasada bramy zwrócona jest ku południowi. Brama znajduje się na linii Doliny Tyropeon przecinającej starą Jerozolimę z północy ku południowi.
Przez bramę przejeżdża wiele autobusów, ponieważ w jej pobliżu znajduje się ważny przystanek autobusowy.